# Chirothecia
Chirothecia Taczanowski, 1878 è un genere di ragni appartenente alla famiglia Salticidae.

## Distribuzione
Le 13 specie note di questo genere sono diffuse da Panama all'Argentina; in particolare 6 specie sono endemiche del Brasile.

## Tassonomia
Questo genere è considerato un sinonimo anteriore di Partona Simon, 1901 (implicitamente rimossa dalla sinonimia con Tacuna Peckham & Peckham, 1901 da uno studio dell'aracnologa Galiano del 1963) a seguito sempre di uno studio della Galiano del 1972.
Non è invece da considerare un sinonimo anteriore di Valloa Peckham & Peckham, 1901 come risulta da uno studio dell'aracnologa Wesolowska del 1994 contra un altro studio degli aracnologi Berland e Millot del 1941.
A maggio 2010, si compone di 13 specie:
- Chirothecia amazonica Simon, 1901 — Brasile
- Chirothecia botucatuensis Bauab, 1980 — Brasile
- Chirothecia clavimana (Taczanowski, 1871)[2] — Brasile, Guyana
- Chirothecia crassipes Taczanowski, 1878 — Perù
- Chirothecia daguerrei Galiano, 1972 — Argentina
- Chirothecia euchira (Simon, 1901) — Brasile, Argentina
- Chirothecia minima Mello-Leitão, 1943 — Argentina
- Chirothecia rosea (F. O. P.-Cambridge, 1901) — Panama
- Chirothecia semiornata Simon, 1901 — Brasile
- Chirothecia soaresi Bauab, 1980 — Brasile
- Chirothecia soesilae Makhan, 2006 — Suriname
- Chirothecia uncata Soares & Camargo, 1948 — Brasile
- Chirothecia wrzesniowskii Taczanowski, 1878 — Ecuador

### Nomina dubia
- Chirothecia africana (Simon, 1904); gli esemplari, rinvenuti in Etiopia e originariamente attribuiti al genere Partona, vengono considerati nomen dubium da uno studio dell'aracnologa Wesolowska del 1994.
- Chirothecia cruciata Mello-Leitão, 1917; gli esemplari, rinvenuti in Brasile, vengono considerati nomen dubium da uno studio dell'aracnologa Galiano del 1972.